# George Moffat (fils)
Pour les articles homonymes, voir George Moffat.
George Moffat (1842-1918) est un homme d'affaires et un homme politique canadien du Nouveau-Brunswick.

## Biographie
George Moffat nait 5 mars 1842 à Campbellton, au Nouveau-Brunswick, dans une famille d'origine écossaise. À l'instar de son père, nommé également George Moffat, et de son frère Robert, il se lance en politique. Il est élu député conservateur de la circonscription de Restigouche le 21 mai 1887, lors d'une élection partielle déclenchée par la mort de du député en fonction, son frère Robert Moffat. Il se présente aux élections suivantes en 1891 mais il est battu.
George Moffat meurt le 17 septembre 1918.